# Nyuserre Ini
Nyuserre Ini a fost un faraon al Regatului Vechi al Egiptului.